# 圆迥报春
圆迥报春（学名：Primula ambita），为报春花科报春花属下的一个植物种。